# Canadian Hockey League
Canadian Hockey League (Kanadská hokejová liga, ve zkratce CHL) je organizace působící v Kanadě a částečně i v USA, která zastřešuje tři hlavní kanadské juniorské ligy ledního hokeje. Jejím předchůdcem byla Canadian Amateur Hockey Association (CAHA), (cs: Kanadská amatérská hokejová asociace). Ligy jsou určeny pro hráče ve věku od 16 do 20 let věku. CHL byla založena v roce 1975 jako Canadian Major Junior Hockey League (cs: Kanadská hlavní juniorská hokejová liga). Je složena z těchto lig: Ontario Hockey League, Quebec Major Junior Hockey League a Western Hockey League. V těchto třech ligách hraje 60 týmů z devíti kanadských provincií a z pěti států USA.
Program CHL vrcholí Memorial Cupem, což je turnaj o stejnojmenný pohár, o který se každoročně utkávají vítězové všech tří lig a hostující tým. Hostování si mezi sebou ligy pravidelně střídají. CHL také zastřešuje CHL Top Prospects Game (cs: Zápas největších nadějí CHL), kde hrají hokejisté, kteří mohou být následně vybráni ve vstupním draftu NHL. Dále je hrána série šesti zápasů, která se nazývá Subway Super Series a je sehrána mezi All-Star výběrem CHL a All-Star výběrem ruských juniorů.
Mimo sezónu se také koná CHL Import Draft, kde jsou volení nováčci do týmů v ligách CHL.

## Trofeje CHL

### Memorial Cup
- Memorial Cup - vítězný tým v Memorial cupu
- Ed Chynoweth Trophy - nejproduktivnější hráč Memorial cupu
- George Parsons Trophy - hráč, který v průběhu Memorial Cupu prokáže největšího sportovního ducha
- Hap Emms Memorial Trophy - nejlepší brankář Memorial cupu
- Stafford Smythe Memorial Trophy - nejužitečnější hráč Memorial cupu

### CHL
- Brian Kilrea Coach of the Year Award - trenér roku v CHL
- CHL Defenceman of the Year - obránce roku v CHL
- CHL Goaltender of the Year - brankář roku v CHL
- CHL Humanitarian of the Year - hráč v CHL, který se nejvíce podílel na humanitární pomoci
- CHL Player of the Year - hráč roku v CHL
- CHL Rookie of the Year - nováček roku v CHL
- CHL Scholastic Player of the Year - hokejista/student roku
- CHL Sportsman of the Year - hokejista s největším sportovním duchem v CHL
- CHL Top Draft Prospect Award - největší naděje, která bude mít možnost být draftována v draftu NHL
- CHL Top Scorer Award - nejproduktivnější hokejista v CHL